# Ансельми, Франко
Фра́нко (Франче́ско) Ансе́льми (итал. Franco (Francesco) Anselmi; 1 марта 1956, Рим — 6 марта 1978, Рим) — итальянский ультраправый террорист, один из основателей боевой неофашистской организации «Революционные вооружённые ячейки». Участник ряда уличных столкновений с коммунистами и леворадикалами. Погиб при захвате оружия. После гибели превратился в «легенду молодёжного неофашизма».

## Активист неофашистской молодёжи
В школьные годы увлёкся идеями фашизма. Тесно сошёлся с молодыми неофашистскими активистами Валерио Фиораванти, Алессандро Алибранди, Массимо Карминати. Вступил в молодёжную организацию Итальянского социального движения (MSI), возглавлял молодёжную силовую группу в римском районе Прати.
28 февраля 1975 Ансельми участвовал в протестной акции MSI против оправдания судом подозреваемых в убийстве братьев Маттеи — сыновей секретаря местной неофашистской организации (преступление было совершено в апреле 1973 года). Демонстрация переросла в массовую драку с левыми. Погибли три человека, в том числе активист FUAN Микис Мантакас.
В конце 1975 Франко Ансельми подвергся нападению ультралевых боевиков. Был сильно избит, три месяца провёл в коме, частично утратил зрение (из-за чего получил прозвище Cieco di Urbino — Слепой Урбино).
28 мая 1976 Ансельми находился на митинге MSI в городе Сецце, где произошло очередное столкновение с коммунистами. Был застрелен коммунистический боевик Луиджи Ди Роза, в убийстве обвинялся видный деятель MSI Сандро Саккуччи.

## На пути к террору
Во второй половине 1977 года Ансельми и его друзья в принципе решили создавать боевую организацию для террористической борьбы. 30 декабря 1977 и 4 января 1978 Ансельми, Фиораванти, Алибранди забросали бутылками с зажигательной смесью релакции газет Il Messaggero и Corriere della Sera, критиковавших неофашистскую партию.
7 января 1978 произошло Побоище на Акка Ларентия — двое молодых неофашистов были расстреляны ультралевыми террористами в штаб-квартире MSI, третий погиб в тот же вечер в столкновении с полицией. Это событие стало решающим толчком к созданию молодёжной террористической организации неофашистов. Франко Ансельми решительно выступил за переход к активному террору против коммунистов и их пособников (в том числе в государственном аппарате). Он отличался особой твёрдостью и упорством в принятом решении.

Он был из лучших. Ничего духовного или интеллектуального: просто парень — золотое сердце. Уже пережив серьёзные удары за политику, он не отступил. Он не боялся, и это первое, что бросается в глаза.

Валерио Фиораванти о Франко Ансельми

## Неделя в NAR
28 февраля 1978 (третья годовщина гибели Мантакаса) Франко Ансельми, братья Фиораванти, Алессандро Алибранди, Дарио Педретти, Франческо Бьянко, Паоло Рудольфо, Массимо Кордаро обстреляли группу коммунистов на римской площади Сан-Джованни. Боевик Lotta Continua Роберто Сиалабба был убит выстрелами Ансельми и Фиораванти. Это убийство считается первой акцией Революционных вооружённых ячеек. После этого Франко Ансельми прожил меньше недели.
6 марта 1978 Ансельми, братья Фиораванти, Алибранди и Бьянко совершили налёт на оружейный магазин. Оружие было захвачено, но Ансельми задержался, зачищая следы. Владелец магазина успел выстрелить ему в спину. Франко Ансельми погиб на месте.

Наш соратник Франко Ансельми прошёл по жизни путём воинствующего антикоммунизма, верности и мужества. Мы готовы следовать за ним. Трепещите трусы, коррупционеры и шпионы!

Листовка NAR, 8 марта 1978

Это заявление, сделанное в самом начале NAR, было подтверждено всей деятельностью организации на протяжении 1978—1982..

## Посмертная память
Франко Ансельми сделался для NAR героем-мучеником. Месть за него стала одним из важных смыслов деятельности NAR.
Уже 18 марта 1978 боевики NAR совершили убийство двух ультралевых активистов, выпустив заявление от имени Esercito Nazionale Rivoluzionario — Brigata Combattente Franco Anselmi (Национальная революционная армия — Истребительная бригада Франко Ансельми. В ночь на 18 мая 1978 был совершён взрыв в магазине, где погиб Ансельми. В марте 1979 и 1980 совершались «именные» акции, посвящённые годовщине его смерти. Ансельми была посвящена одна из самых резонансных акций NAR — убийство капитана полиции Франческо Страуллы: заявление по этому поводу было подписано Nuclei Armati Rivoluzionari — Gruppo di fuoco Franco Anselmi (Революционные вооружённые ячейки — Огненная группа Франко Ансельми).
Для радикальной неофашистской молодёжи Франко Ансельми стал легендарным образом.